# Phlegra simplex
Phlegra simplex är en spindelart som beskrevs av Wesolowska, Russel-Smith 2000. Phlegra simplex ingår i släktet Phlegra och familjen hoppspindlar. Inga underarter finns listade i Catalogue of Life.